# Weltenbrand

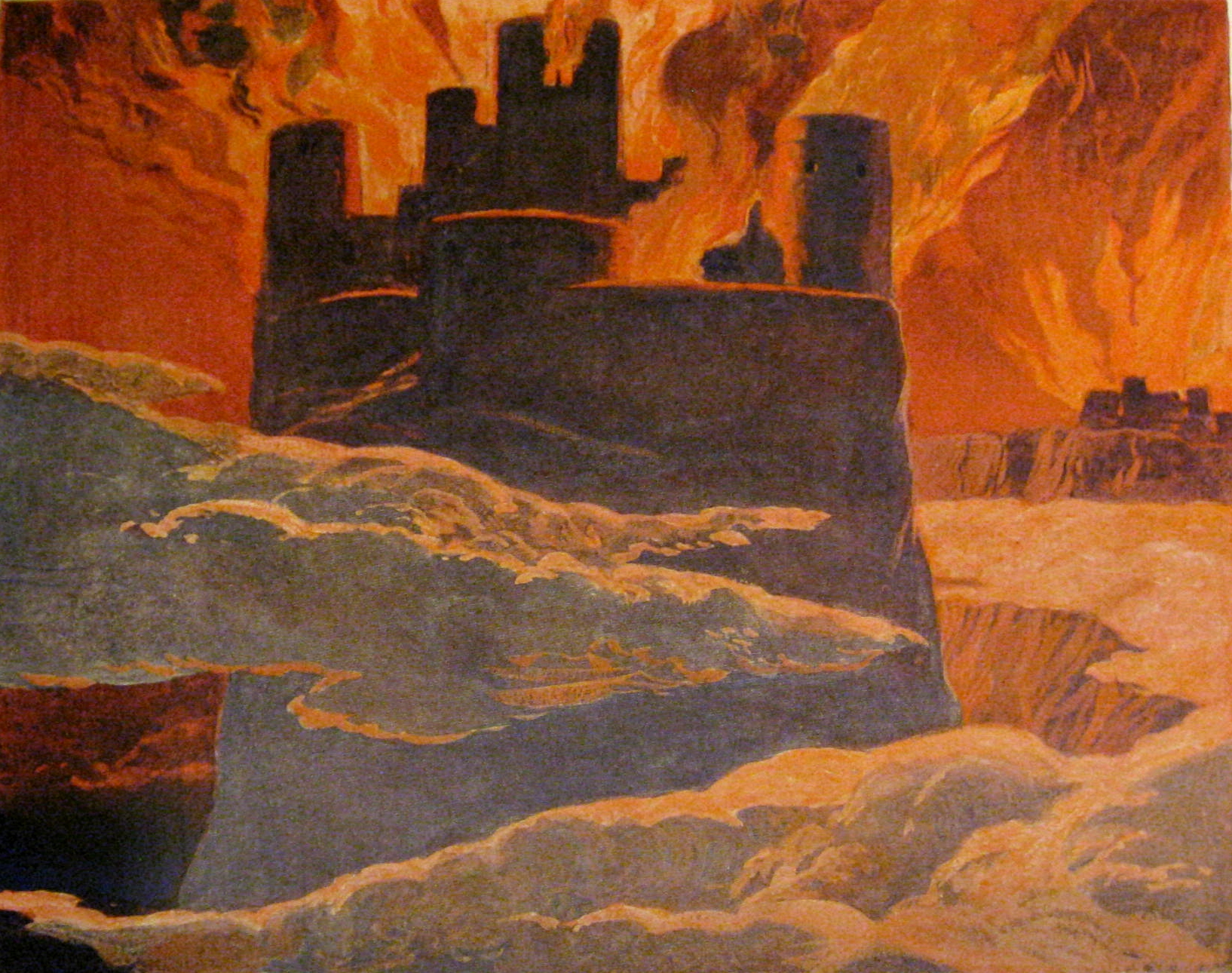
Der Weltenbrand, aus der letzten Phase der Ragnarök (Zeichnung von Emil Doepler, 1905)

Der Weltenbrand ist ein Begriff aus der nordisch-germanischen Mythologie. Er beschreibt eine der vier eschatologischen Katastrophen im Rahmen von Ragnarök, dem Untergang der Welt. Er erfolgt an zweiter Stelle, nach dem Fimbulwinter, aber vor der von der Midgardschlange verursachten Flut und der Verdunklung der Welt, wenn der Wolf Skoll die Sonne frisst.
Der Weltenbrand wird durch Surt, den Flammenriesen, nach einem Kampf gegen die Asen ausgelöst werden. Mit den Söhnen Muspels  (bzw. Surts) steckt er die Welt in Brand, schleudert mit seinem flammenden Schwert Feuer in alle Richtungen und vernichtet alles Leben.
Beschrieben wird der Weltenbrand an zwei Stellen innerhalb der Edda: den Strophen 55 und 56 der älteren Völuspá und im Kapitel 51 des darauf Bezug nehmenden jüngeren Prosa-Teils Gylfaginning:

„Alle Wesen müssen die Weltstatt räumen.
Schwarz wird die Sonne, die Erde sinkt ins Meer,
Vom Himmel schwinden die heiteren Sterne.
Glutwirbel umwühlen den allnährenden Weltbaum,
Die heiße Lohe beleckt den Himmel.“

Richard Wagner verarbeitete das Motiv des Weltenbrands in der am Schluss seines vierteiligen Werks Der Ring des Nibelungen eintretenden Katastrophe (Götterdämmerung).